# Laimering
Laimering ist ein Ortsteil der Gemeinde Dasing im schwäbischen Landkreis Aichach-Friedberg (Bayern) und eine Gemarkung.

## Geographie
Das Pfarrdorf Laimering liegt etwa drei Kilometer östlich von Dasing. Südwestlich des Ortes verläuft die Bundesautobahn 8. Nachbarorte sind Ippertshausen im Nordosten, Schönberg im Osten, Rieden im Südosten, Adelzhausen im Südosten, Tattenhausen im Süden, Wessiszell im Südwesten, Dasing im Westen und Oberneul im Nordwesten.

## Gemeinde
Am 1. Juli 1972 wurde die bis dahin selbstständige Gemeinde Laimering mit den zugehörigen Weilern Lindl und Neulwirth in die Gemeinde Dasing eingegliedert.

## Sehenswürdigkeiten

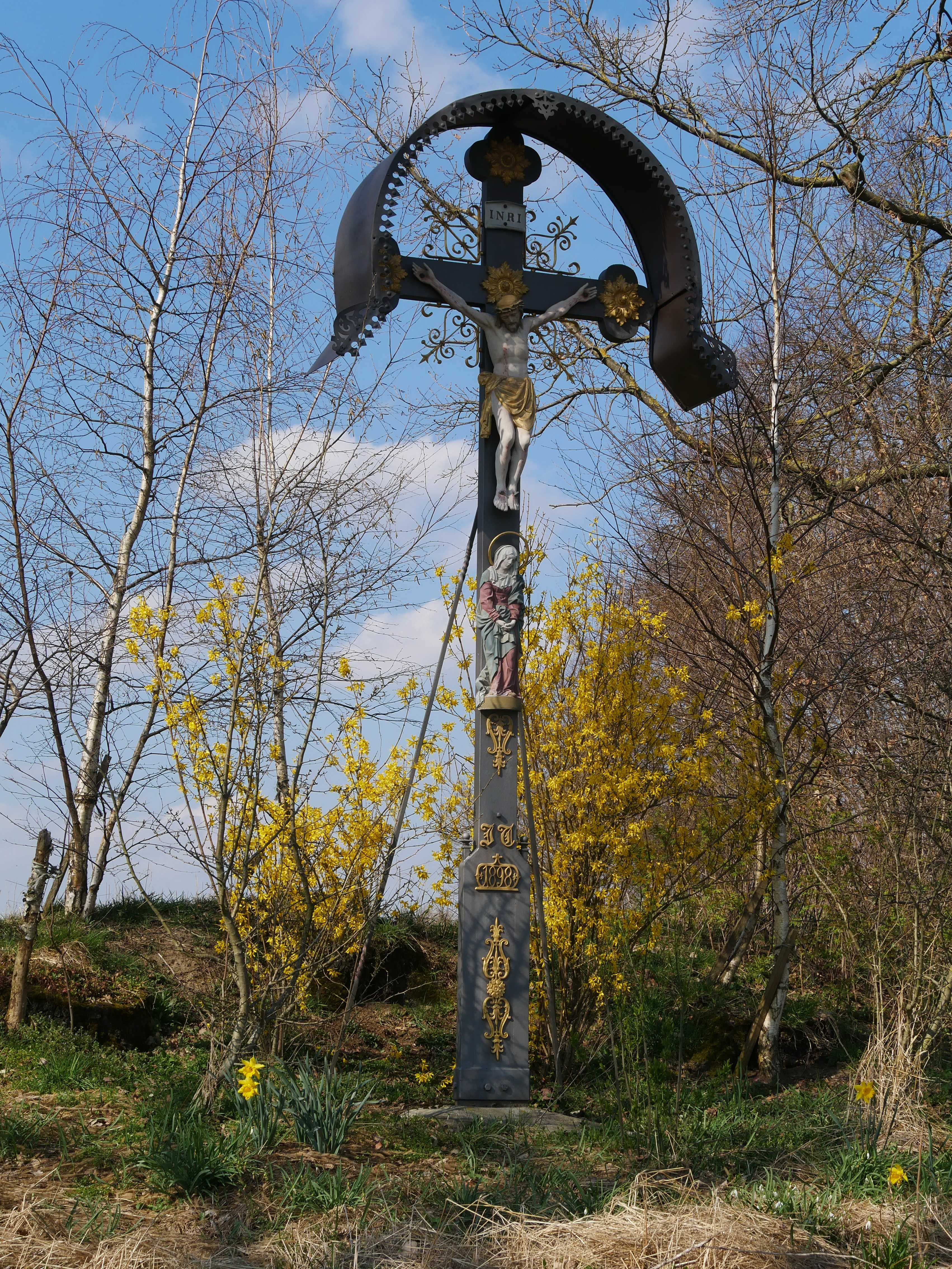
Wegkreuz im Aichacher Feld in Laimering

Das Ortsbild wird geprägt von der katholischen Pfarrkirche St. Georg aus dem Ende des 18. Jahrhunderts.
Siehe auch: Liste der Baudenkmäler in Laimering und Pfarrhaus (Laimering)
- Wegkreuz im Aichacher Feld (Laimering)